# 인베이신
인베이신(invasin)은 병원체가 숙주 세포로 침투하는 과정과 관련된 단백질 클래스이다. 인베이신은 감염 초기 단계에서 병원체의 진입을 촉진하는 역할을 한다.
2007년에 Als3는 칸디다 알비칸스(Candida albicans)가 숙주 세포를 감염시키는 것을 가능하게 하는 인베이신으로 확인되었다.